# 管浩明
管浩明，中华人民共和国政治人物、全国脱贫攻坚先进个人。

## 生平
管浩明任北京市门头沟区人力资源和社会保障局一级主任科员。因在脱贫攻坚战中作出突出贡献，2021年2月25日全国脱贫攻坚总结表彰大会上，管浩明被授予“全国脱贫攻坚先进个人”。